# Militärordinariat der Dominikanischen Republik
Das Militärordinariat der Dominikanischen Republik ist ein Militärordinariat in der Dominikanischen Republik und zuständig für die Streitkräfte der Dominikanischen Republik.

## Geschichte
Das Militärordinariat in der Dominikanischen Republik betreut Angehörige der Streitkräfte des Landes, katholischer Konfessionszugehörigkeit, seelsorgerisch. Es wurde durch Papst Pius XII. am 23. Januar 1958 errichtet. Nach gegenseitigem Beschluss zwischen dem Heiligen Stuhl und der Dominikanischen Republik befindet sich der Sitz des Militärordinariats in Santo Domingo. Aus der Verlautbarung der päpstlichen Bulle vom 23. Januar 1958 wurde Ricardo Pittini Piussi, der Erzbischof von Santo Domingo, zum ersten Militärbischof der Dominikanischen Republik (Militär) 1958 in sein Amt eingeführt.

## Militärbischöfe
| Nr. | Name                                 | Amt                          | von              | bis               |
| --- | ------------------------------------ | ---------------------------- | ---------------- | ----------------- |
| 1   | Ricardo Pittini Piussi SDB           | Erzbischof von Santo Domingo | 1958             | 10. Dezember 1961 |
| 2   | Octavio Antonio Kardinal Beras Rojas | Erzbischof von Santo Domingo | 8. Dezember 1962 | 1982              |
| 3   | Nicolás de Jesús Kardinal López      | Erzbischof von Santo Domingo | 4. April 1982    | 2. Januar 2017    |
| 4   | Francisco Ozoria Acosta              | Erzbischof von Santo Domingo | 2. Januar 2017   |                   |